# Guy Lefrant
Guy Lefrant   (Muille-Villette, 26 de febrer de 1923 - Rueil-Malmaison, 31 de desembre de 1993) fou un genet francès, guanyador de tres medalles olímpiques.
Militar de formació, es va graduar a l'École Spéciale Militaire de Saint-Cyr, va prendre part en tres edicions dels Jocs Olímpics d'Estiu, guanyant una medalla olímpica en cada edició. El 1952, als Jocs de Hèlsinki, va guanyar la medalla de plata en la prova del concurs complet individual amb el cavall Verdun. El 1960, a Roma, juntament amb Jack Le Goff i Jehan Le Roy, guanyà la medalla de bronze en el concurs complet per equips amb el cavall Nicias. El 1964, a Tòquio, junt a Pere Jonqueres d'Oriola i Janou Lefèbvre, guanyà la medalla de plata en la prova del salts d'obstacles per equips muntant Monsieur de Littry.
També va guanyar una medalla de bronze en la competició per equips al Campionat d'Europa de concurs complet de 1959.